# История архитектуры Минска

План древнего Минска.

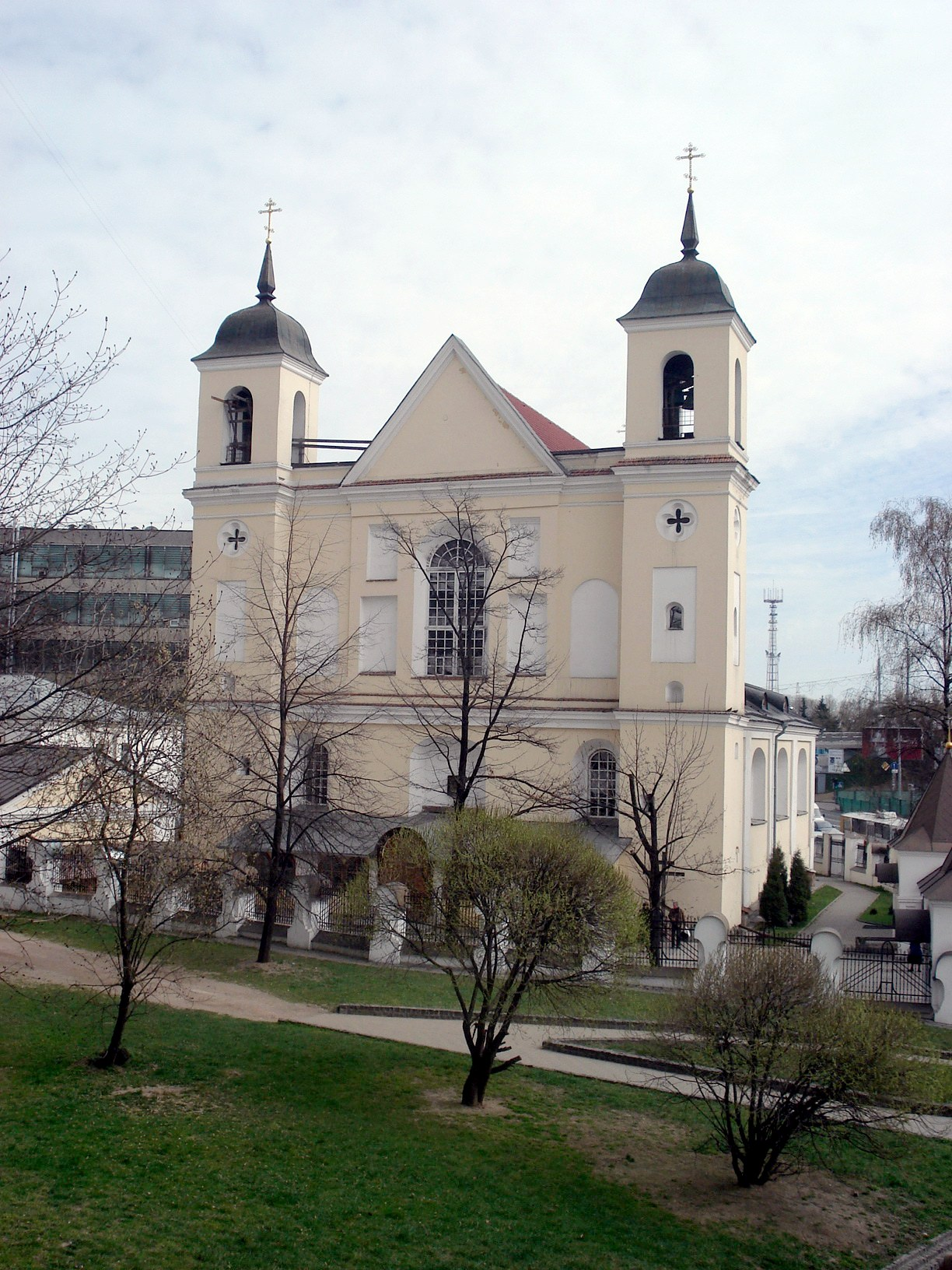
Собор святых апостолов Петра и Павла, 1610-е — 1620-е

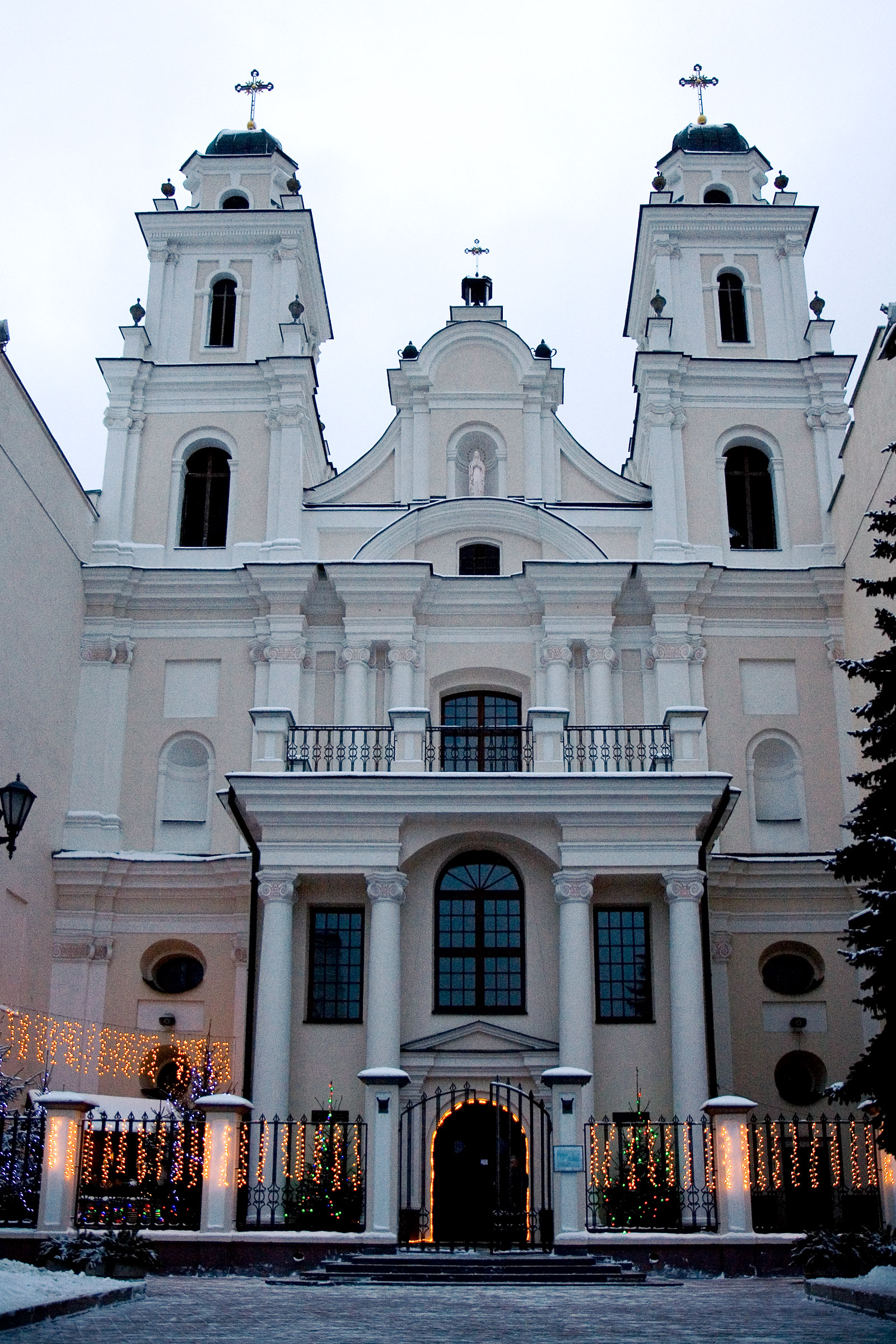
Кафедральный собор Девы Марии, 1700-10

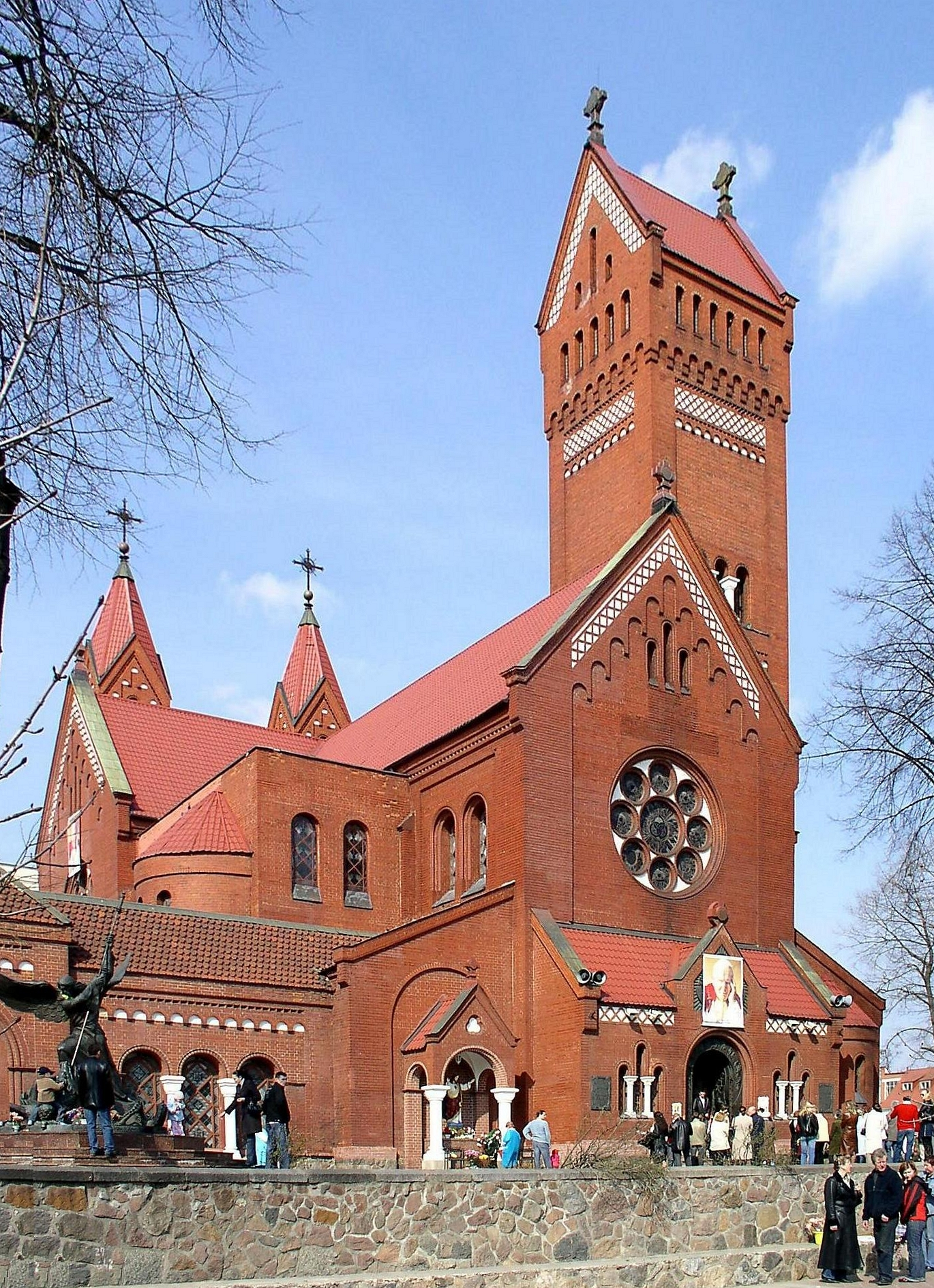
Костёл святых Симеона и Елены («Красный костёл»), 1905-10

Театр оперы и балета, 1934-38

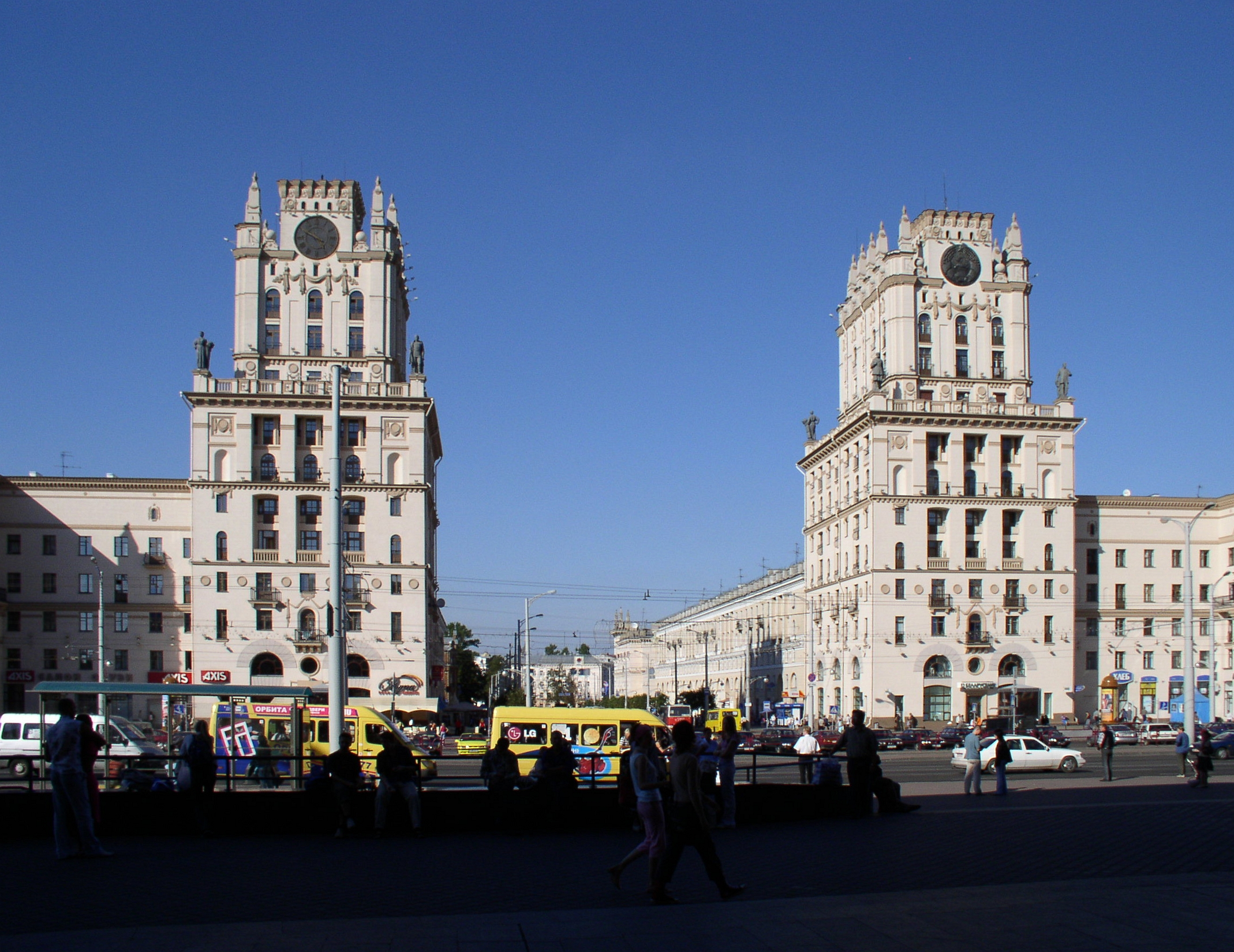
«Ворота Минска», Привокзальная площадь, 1947-53

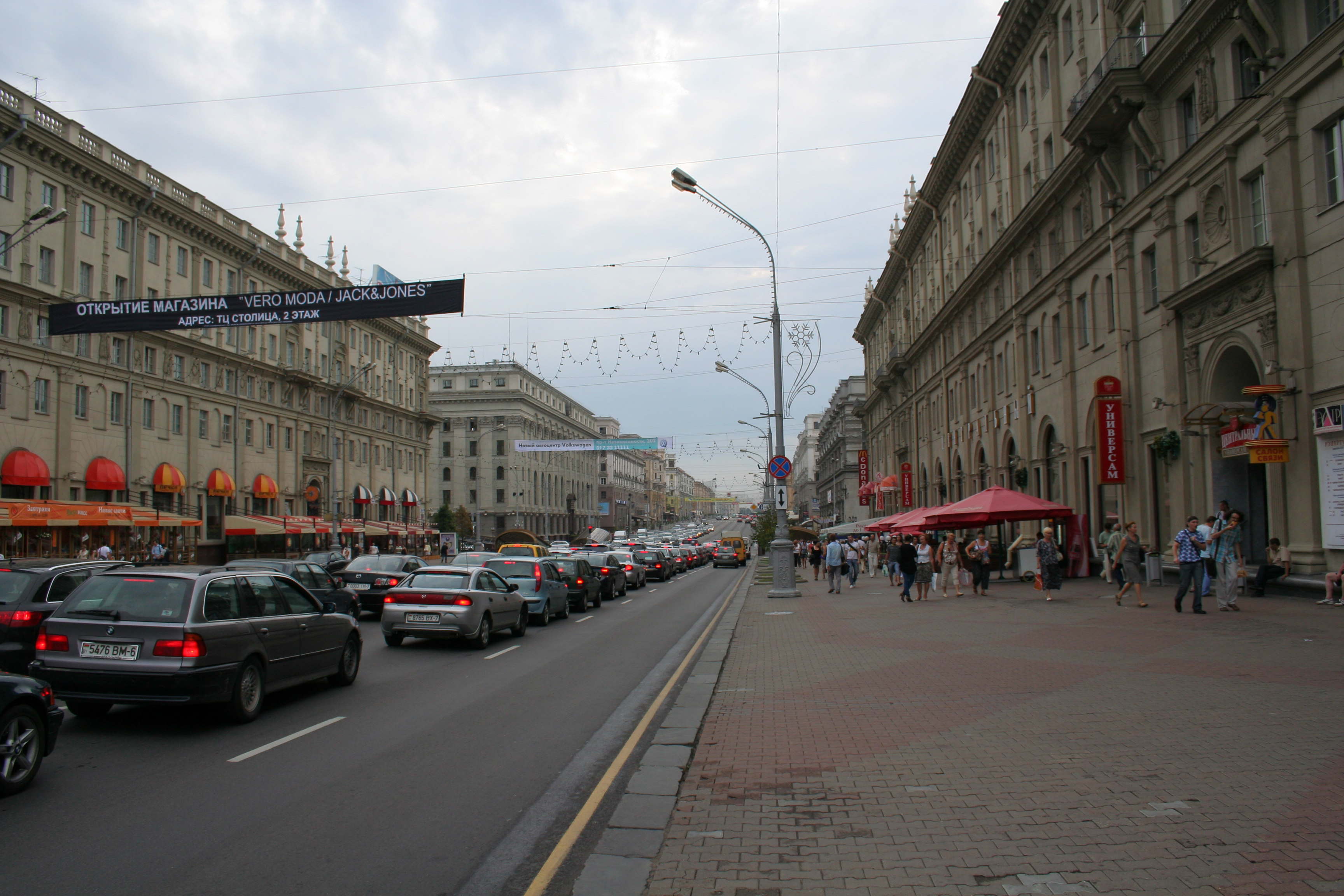
Застройка начального участка проспекта Независимости, 1940-е — 1950-е

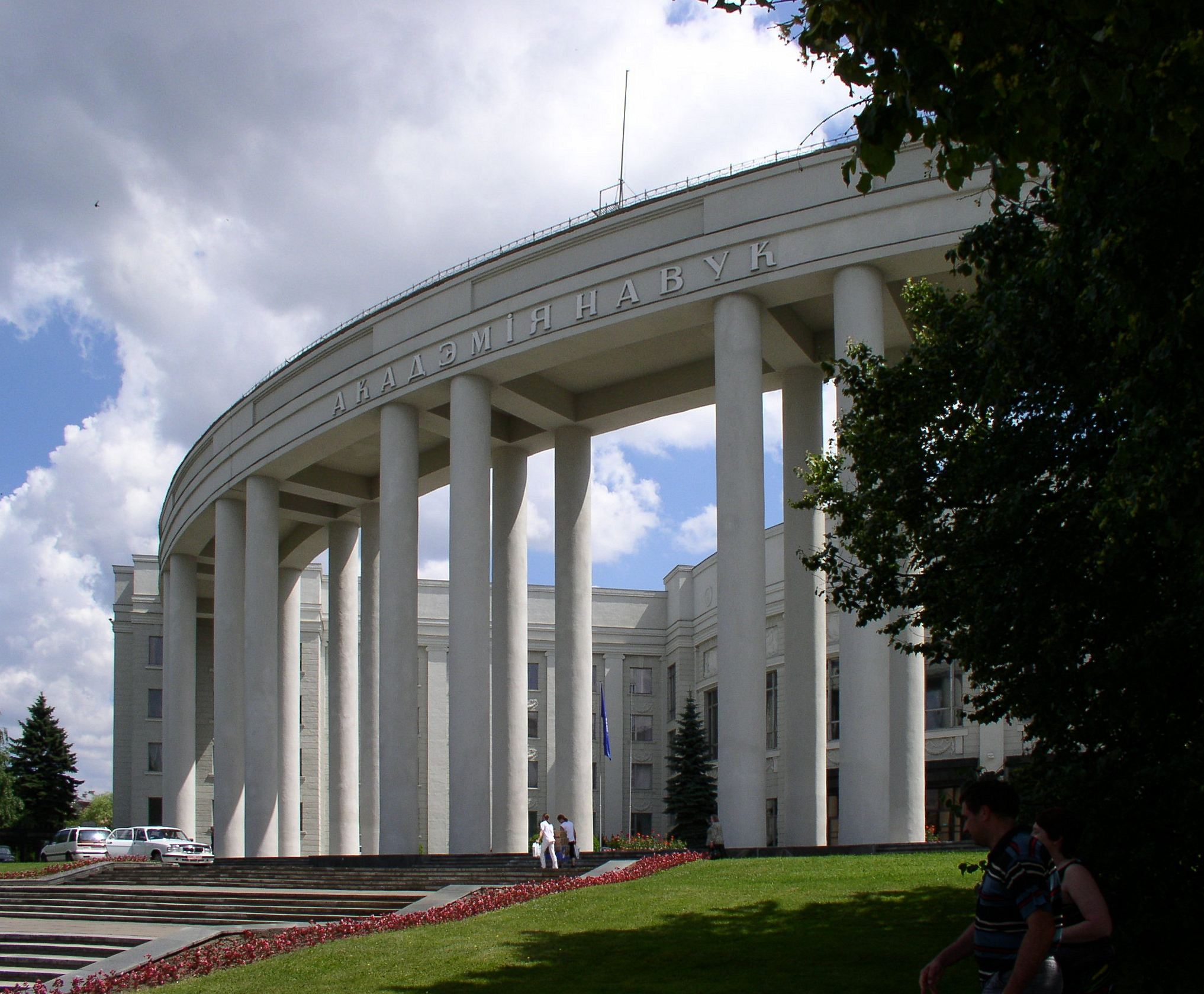
Главное здание академии наук

## Полоцкое княжество
Древний Минск располагался в низине на берегу Свислочи, на уровне примерно восьми метров выше современного уровня реки. Близлежащие возвышенности — Троицкая гора, район площади Свободы и район Юбилейной площади. Важнейшее архитектурное сооружение раннего Минска — деревянный замок. Вокруг него располагался неукреплённый посад. Все сооружения древнего города были деревянными. Преобладал срубный тип застройки, площадь жилых домов в основном составляла от 9 до 25 квадратных метров. Большинство домов были однокамерными и лишь немногие имели сени. Первое известное каменное сооружение в Минске — фундамент незавершённого храма второй половины XI века — строился по нетипичным для Киевской Руси методам, хотя архитектурный план храма схож с культовыми сооружениями полоцкой архитектурной школы. Ширина покрытых деревянным настилом улиц составляла 3-4 метра. Все улицы сходились у ворот замка. Из-за болотистой почвы в городе также существовали дренажные конструкции.

## Великое княжество Литовское и Речь Посполитая
Сложившаяся планировка улиц сохранялась очень долго, однако после пожара 1547 года система улиц и площадей была частично пересмотрена, а рынок был перенесён с прежнего места перед замком на нынешнюю площадь Свободы, расположенную в нескольких сотнях метров южнее. Тем не менее, в старой, низинной части города расположение улиц сохранилось до XX века. Болотистый район севернее замка оставался почти незаселённым до XVI века, когда здесь появилось и начало быстро застраиваться Татарское предместье (Татарский конец). Главной улицей северной части города оставалась улица Немига (Немигская), которая возникла на торговом пути в западном направлении. Из-за того, что параллельно улице текла наполовину высохшая река Немига, улицу затапливало каждую весну и осень.
В XVI—XVII веках стал активно застраиваться и заселяться район Верхнего рынка, а в начале XVII века новые границы города были обнесены земляным валом с бастионами по линии современных улиц Романовская слобода, Городской вал, проспект Независимости, улица Янки Купалы. Вал также проходил у Татарского конца и за Троицкой горой на левом берегу Свислочи.
Долгое время Минск оставался преимущественно деревянным. В XVII—XVIII веках была построена двухэтажная каменная ратуша, а также несколько каменных культовых сооружений в стиле барокко (в том числе виленского барокко): католические иезуитский костёл Девы Марии 1709 года, костёлы монастырей бернардинцев и бернардинок (последний преобразован в Кафедральный собор Сошествия Святого Духа Белорусского экзархата РПЦ), костёл святого Фомы Аквинского, православная церковь Петра и Павла, униатская церковь Святого Духа).

## Российская империя
В 1800 году в Минске было 39 каменных и 970 деревянных жилых домов, а также 48 других сооружений, большинство из которых были каменными: в 1795 году в городе было 11 каменных храмов и 6 деревянных. Количество католических храмов сокращалось — в XIX веке велась перестройка ряда католических и униатских храмов в стиле барокко по православным канонам. 30 мая 1835 года в Минске произошёл сильный пожар, после которого было запрещено строить деревянные дома в центре города. Благодаря этому количество каменных домов в городе возросло с более чем 40 в 1800 году до 1027 в 1904 году и 3 тысяч в 1917 году. В центре города преобладала двух- и трёхэтажная застройка. В 1857 году была снесена Минская городская ратуша. Немалая часть земли в центре города принадлежала дворянам, церквям и монастырям — в начале XIX века на этих землях стояло 62 % всех домов в городе. Предместья Слобода и Комаровка до 1812 года были юридикой (частным владением) Радзивиллов. В 1841 году у католического духовенства была конфискована вся недвижимость. Сокращалось число монастырей — если на момент второго раздела Речи Посполитой в Минске было 13 монастырей, то в середине века их осталось всего три.
В 1836 году началось освоение «Нового места» (территория современного Александровского сквера). Во второй четверти XIX века начала застраиваться улица Захарьевская (современный проспект Независимости), которая вскоре стала главной улицей города, а также кварталы южнее её. В 1871 году через город прошла железная дорога, а в 1873 году в городе пересеклись две железнодорожные магистрали, что привело к появлению районов поселения железнодорожников и строительству вокзала на тогдашней юго-западной окраине города. Районы города заметно различались по национальному и имущественному признаку — чернорабочие и мелкие ремесленники жили в предместьях, а еврейская беднота — в районе улицы Немига и севернее её.
Большое значение в XIX веке придавалось благоустройству города — в 1830-е годы улицы города начали активно мостить брусчаткой в основном на деньги от «каменного сбора» — сбора денег с проезжавших через минские заставы. В 1872 году был заложен Александровский сквер, в 1874 году там был открыт первый городской фонтан, а в городе начал работу водопровод, действующий от водонапорной башни возле Александровского сквера. В конце века начал работу городской театр (нынешний театр имени Янки Купалы). В 1896-98 на деньги, собранные от пожертвований, была возведена церковь святого Александра Невского с использованием элементов русского барокко. В 1905-10 годах на деньги представителя древнего белорусского[2] шляхетского рода, политического и общественного деятеля Э́дварда Войнило́вича был возведён костёл святых Симеона и Елены («Красный костёл»).
Благоустройство, однако, не коснулось предместий, окрестных слобод и всего старого города. К началу XX века центр города представлял систему прямоугольных кварталов с расходящейся от центра радиальной системой улиц и трактов, в то время как предместья застраивались хаотично. В начале XX века действовал ряд промышленных предприятий, располагавшихся на юго-востоке (машиностроительный завод, дрожже-винокуренный завод), юге (скотобойни, крахмало-паточный завод, завод «Технолог»), юго-западе (мастерские по ремонту железнодорожных составов), западе (производство кирпичей и обоев) и северо-востоке (пивоваренный завод «Богемия»). Вокруг них располагались рабочие посёлки.

## Столица БССР
После подписания Брестского мира Минск перешёл под контроль Германии. В 1919-20 году город был после небольших боёв занят польскими войсками и затем вновь почти без боя взят Красной Армией. Практически бескровные переходы в чужие руки позволили избежать масштабного повреждения городской застройки. Тем не менее, за годы войн коммунальное хозяйство пришло в упадок, а многие дома требовали ремонта.
В 1923 году территория Минска была законодательно увеличена вдвое. В 1930-е границы города расширялись дальше. В середине 20-х началось строительство рабочего посёлка имени Коминтерна и других в Ляховке, в районе площади Парижской коммуны, улицы Кропоткина и вокзала. За 1920-32 годы население города увеличилось почти втрое, из-за чего появилась проблема острой нехватки жилья. Однако её удавалось успешно решать: в 1926 году средняя обеспеченность жильём составляла 4,4 квадратных метра на человека, а в 1930 году — 5,7. Тем не менее, рост города происходил очень быстро, и средняя обеспеченность жилой площадью к 1938 году упала до уровня 1926 года (4,4 квадратных метра на человека). В этот период был открыт ряд новых заводских корпусов и реконструированы многие старые. В 1934 году была построенная новая электростанция мощностью 6,4 МВт (современная ТЭЦ-2).
Значительное внимание уделялось благоустройству города. В мае 1930 года была пущена в эксплуатацию общегородская сеть канализации, в 1926-32 годах были открыты три новых бани и механизированная прачечная. В этот период были также открыты кинотеатры «Центральный» и «Победа». В 1934 году улицы начали асфальтировать; первыми были заасфальтированы Привокзальная площадь, улицы Кирова, Ленина, Свердлова, Советская и начальный отрезок нынешнего проспекта Независимости. Большое внимание уделялось строительству новых школ — в 1935-37 годах, например, было построено 16 новых школ, и все имели актовые и спортивные залы. Велись работы по электрификации рабочих окраин, по осушке Комаровского и Слепянского болот.
В 1920-30-х годах в центральной части города велось активное строительство. Самые известные сооружения этого периода — Дом правительства БССР, Большой театр оперы и балета, Дом офицеров, главное здание Академии наук (все — по проекту Иосифа Лангбарда), Дворец пионеров и здание ЦК КПБ (оба — по проекту Анатолия Воинова и Владимира Вараксина) и Государственная библиотека (архитектор — Георгий Лавров). Часть новых зданий была выполнена в стиле конструктивизма (прежде всего, Дом правительства, Государственная библиотека, клуб пищевиков), но с 1930-х годов от него отказались. Были построены крупный университетский (архитектор И. К. Запорожец) и клинический городок. До начала Второй мировой войны были также построены Дом печати, Дом партийных курсов, здание Политехнического института, корпус Института физической культуры, гостиница «Беларусь», здание школы № 4 (по индивидуальному проекту), центральный дом физкультуры (1933) и стадион Динамо (1934), который вмещал тогда 10 000 зрителей. Также был открыт аэропорт со зданием аэровокзала. В 1938-40 годах был реконструирован железнодорожный вокзал. В 1929 году была взорвана небольшая каплица Александра Невского в районе Александровского сквера. На 22 июня 1941 года было назначено открытие Комсомольского озера.
Тем не менее, большинство зданий города за пределами центра оставались деревянными, а строительство новых зданий носило точечный характер. Долгое время не существовало единой концепции развития города, хотя в 1926 году был принят план развития города, разработанный В. Н. Семёновым. План предусматривал преобразование прямоугольной структуры города в радиально-кольцевую, где центр был бы плотно застроен, а окраины сохранили бы преимущественно одноэтажную застройку. Главными магистралями города должны были стать нынешние проспект Независимости и улицы Долгобродская — Козлова — проспект Машерова. В 1934 году были представлены наброски генерального плана развития Минска и лишь в 1938 году был окончательно утверждён генеральный план развития города, разработанный в Ленинграде под руководством Владимира Витмана, в основе которого лежали идеи создания радиально-кольцевой планировки улиц и серии зелёных рекреационных зон по берегам реки Свислочь, а также перестройки хаотично застроенных районов Старого города. Окончательный вариант плана был завершён в 1940 году.
В годы Великой Отечественной войны Минск был в основном разрушен. Наиболее монументальные постройки (Красный костёл и соборы в стиле барокко, Дом правительства, Дом офицеров, Театр оперы и балета), однако, уцелели. Вскоре после ухода немецких войск в город прибыла комиссия Комитета по делам архитектуры при Совете Министров СССР, которая разработала эскиз плана реконструкции и развития Минска. В работе над созданием плана участвовал и Лангбард. В 1946 году был принят новый генеральный план, разработанный архитекторами под руководством Трахтенберга и Андросова на основании этого эскиза; впоследствии этот план уточнялся пять раз. В основу этого плана были заложены идеи, озвученные ещё в плане 1938 года: формирование радиально-кольцевой структуры уличной сети, развитие зелёной зоны по берегам Свислочи, формирование центра города в районе площади Ленина и Ленинского проспекта (современные площадь и проспект Независимости).
В 1950 году был взорван частично разрушенный во время войны костёл св. Фомы Аквинского с прилегающим к нему монастырём доминиканцев, хотя ранее он был объявлен памятником архитектуры. В 1947-53 годах были построены «Ворота Минска».
В 1965 году Советом Министров БССР был утверждён новый план развития и реконструкции города, разработанный в 1963 году под руководством Людмилой Гафо, Евгением Заславским и другими архитекторами. В 1971 году план был скорректирован с учётом ускоренного роста численности населения, а в 1982 году был разработан генеральный план развития Минска до 2000 года.